# 謝爾特科夫 (加利福尼亞州)
謝爾特科夫（英語：Shelter Cove）是位於美國加利福尼亞州洪堡縣的一個人口普查指定地區。

## 地理
謝爾特科夫的座標為40°01′50″N 124°04′23″W / 40.03056°N 124.07306°W，而該地最高點為海拔高度59米（即138英尺）。

## 人口
根據2010年美國人口普查的數據，謝爾特科夫的面積為15.099平方千米，當中陸地面積為15.099平方千米，而水域面積為0.000平方千米。當地共有人口693人，而人口密度為每平方千米45人。